# دوغ شابمان (لاعب كرة قدم أسترالية)
دوغ شابمان (بالإنجليزية: Doug Chapman)‏ هو لاعب كرة قدم أسترالية أسترالي، ولد في 24 مايو 1889 في Dromana, Victoria ‏ في أستراليا، وتوفي في 18 نوفمبر 1975 في Box Hill, Victoria ‏ في أستراليا.

## وصلات خارجية
- دوغ شابمان على موقع AustralianFootball.com (الإنجليزية)
- دوغ شابمان على موقع AFLtables.com (الإنجليزية)